# Vinciguerria nimbaria
Vinciguerria nimbaria es una especie de pez del género Vinciguerria.

## Descripción
Cuenta con 13-15 radios blandos dorsales, 13-16 radios blandos anales, carece de espinas dorsales y anales. En cuanto a coloración, presenta el dorso oscuro y los flancos son plateados. Cuenta además con fotóforos suborbitales, estos aparecen cuando la especie alcanza un tamaño de 18-20 mm (1,8-2 cm). El cuerpo presenta forma alargada (fusiforme). Mide aproximadamente 3,7 cm de longitud (14,56 pulgadas), pudiendo alcanzar los 5,5 cm de longitud (21,65 pulgadas). El peso máximo reportado para esta especie es de 2,10 g.

## Distribución y hábitat
Se distribuye por el Atlántico centro occidental, en la Florida, Cuba y las Antillas, incluyendo el golfo de México y el Caribe. También en el Atlántico oriental: 42° N hasta la parte de la región tropical. En el Atlántico noroccidental, en Canadá, además en el Indopacífico. En el Pacífico sudeste, en Chile. Y reportado en el mar de la China Meridional. Especie marina batipelágica cuyo rango de profundidad es de 20-5000 m, aunque generalmente habita en los 400 m donde se alimenta de copépodos.